# Dunga (cantor)
Francisco José dos Santos (Pindamonhangaba, 1 de março de 1964), conhecido como Dunga, é um cantor, compositor, pregador e apresentador de televisão brasileiro. Em 2007 os seus álbuns Foi Assim e Dunga 10 anos - Ao Vivo foram premiados com disco de ouro, e os álbuns Restauração e Água Humilde receberam disco de platina.

## História
Nascido em Pindamonhangaba, no Vale do Paraíba, interior de São Paulo, em 1.º de março de 1964, foi registrado no dia seguinte. Filho de Francisco dos Santos e Maria Benedita de Lima Santos, viveu sua infância na Fazenda Coruputuba. Demonstrou interesse pela música desde pequeno e, quando completou 6 anos, sua irmã mais velha, “Fia”, lhe presenteou com um disco dos The Beatles, um compacto simples, que Dunga prontamente começou a cantar junto com um primo "Di".
Durante a década de 1980, até completar 18 anos, durante 5 anos, esteve envolvido com drogas, álcool, prostituição e baladas. Em um dia, entrou drogado de maconha em uma Igreja Católica e teve uma epifania. Nessa época, já era casado com Benedita Edinéia Peixoto dos Santos (Neia) e tinham um filho, Felipe. Ele largou a profissão de mecânico, vendeu e largou tudo e foi ser missionário. O casal possui mais duas filhas, Priscila e Ana Carolina.
Em 1991, recebeu o convite para apresentar um programa na Canção Nova, ganhando destaque ao lidar com a juventude, especialmente por meio do movimento PHN (Por Hoje Não Vou Mais Pecar). Segundo o próprio cantor, o PHN surgiu da experiência adquirida por ele nas visitas a presídios, à Fundação CASA e a casas de apoio ao portador de vírus HIV, além de sua própria história de vida. A ideia ganhou força quando Dunga ouviu uma palestra do padre Jonas Abib, fundador da Canção Nova, que falava aos jovens. Em 2018, o casal deixou de fazer parte do núcleo da Canção Nova, mas continuou apresentando o programa PHN e participando dos acampamentos.[carece de fontes?] Em abril de 2020,[carece de fontes?] estreou o programa Acredite, na Rede Vida.

## Prêmios
- 2007 - Disco de Ouro, com CD Foi Assim (certificação de 50.000 cópias vendidas)[2]
- 2007 - Disco de Ouro, com CD Dunga - 10 Anos - Ao Vivo (certificação de 50.000 cópias vendidas)[2]
- 2007 - Disco de Platina, com CD Restauração (certificação de 100.000 cópias vendidas)[2]
- 2007 - Disco de Platina, com CD Água Humilde (certificação de 100.000 cópias vendidas)[2]
- 2013 - Título de Cidadão Prudentino, da Câmara Municipal de Presidente Prudente.[8]

## Produção musical

### Álbuns
Ao longo de sua carreira, Dunga tem se reafirmado no ministério de Música. Possui 13 álbuns gravados:
- Pense Bem (1995)
- Deus Existe (1995)
- Restauração (1998)
- Água Humilde (2001)
- Dunga 10 Anos (ao vivo) (2001)
- Foi Assim (2005)
- Dunga na Pista (Remix) (2006)
- Dunga 15 Anos (ao vivo) (2007)
- Transfiguração (2008)
- Fogo Abrasador (2013)
- PHN Ao Vivo (2014)
- A festa (2016)
- Acredite (2018)

### DVDs
Dunga possui três DVDs gravados:
- Dunga – Ao Vivo - com imagens inéditas de grandes festivais, shows, galeria de fotos, clipes, entrevistas com legendas e narração em inglês, espanhol e português.
- Dunga Eletroacústico (2010) - Gravado em High Definition (HD) com as gravações mais famosas dos 20 anos de carreira do cantor e ainda outras músicas inéditas. A gravação do DVD aconteceu no dia 17 de julho, no Auditório São Paulo – nas dependências da sede da Canção Nova, em Cachoeira Paulista.
- Dunga - PHN - Ao Vivo - Gravado em julho de 2014, durante o Acampamento PHN.

## Livros
Tem seis livros publicados pela Editora Canção Nova:
- Sementes de Uma Nova Geração
- Jovem, o Caminho se Faz Caminhando
- Sexualidade e a Cura da Nossa Afetividade
- Abra-se à Restauração
- Respostas para o Jovem PHN
- PHN - 12 Histórias de Amor